# John Lloyd Young

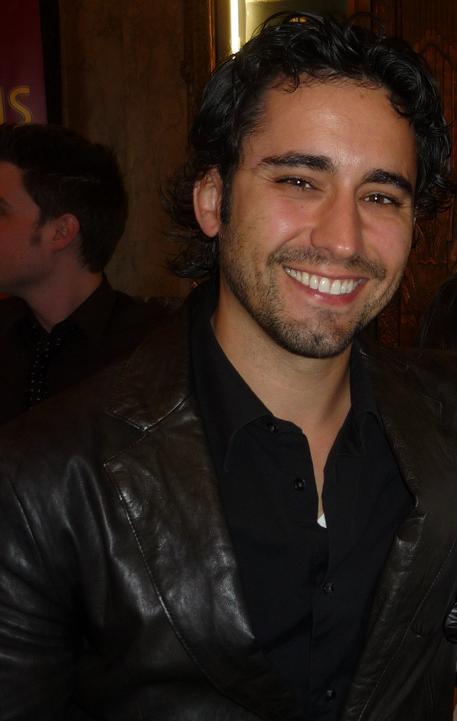
John Lloyd Young (2010).

John Lloyd Young, född 4 juli 1975 i Sacramento, Kalifornien, är en amerikansk skådespelare. Han är bland annat känd för sin roll som sångaren Frankie Valli i filmen Jersey Boys. År 2006 belönades han med ett Tony Award för rollen som Valli på Broadway.
Han studerade vid Brown University och har även varit verksam som radiopratare. 

## Filmografi i urval
- 2002 - I lagens namn (gästroll i TV-serie)
- 2009 - Oy Vey! My Son Is Gay!!
- 2009 - Glee (gästroll i TV-serie)
- 2014 - Jersey Boys